# Centro de Inteligencia contra el Terrorismo y el Crimen Organizado
El Centro de Inteligencia contra el Terrorismo y el Crimen Organizado, también conocido por su acrónimo CITCO, es la comunidad de inteligencia de España responsable de la gestión y análisis de toda la información estratégica relativa al terrorismo, la criminalidad organizada y las organizaciones radicales de carácter violento.Está formado por miembros del Cuerpo Nacional de Policía, de la Guardia Civil, de los Mozos de Escuadra, de la Ertzaintza, del Servicio de Vigilancia Aduanera, funcionarios de Instituciones Penitenciarias, miembros de las Fuerzas Armadas así como por personal del Centro Nacional de Inteligencia (CNI).
Este organismo fue creado el 15 de octubre de 2014, en virtud del Real Decreto 873/2014, de 10 de octubre, por el que se modifica el Real Decreto 400/2012, de 17 de febrero, por el que se desarrolla la estructura orgánica básica del Ministerio del Interior. Ha sido el resultado de la unión del Centro Nacional de Coordinación Antiterrorista (CNCA) y el Centro de Inteligencia Contra el Crimen Organizado (CICO), ambos dependientes de la Secretaría de Estado de Seguridad del ministerio mencionado para optimizar los esfuerzos y aprovechar los recursos económicos frente a las crecientes amenazas y la vinculación cada vez más estrecha que se establece entre las organizaciones extremistas de naturaleza violenta, el terrorismo y la criminalidad organizada. 
Este nuevo órgano con nivel orgánico de subdirección general, directamente dependiente del Secretario de Estado de Seguridad, ha asumido en exclusiva las funciones que han venido ejerciendo el CNCA y el CICO. 
Su finalidad consiste en impulsar y coordinar la integración y valoración de cuantas informaciones y análisis operativos dispongan las Fuerzas y Cuerpos de Seguridad del Estado en materia de terrorismo, crimen organizado y radicalismo violento, para la elaboración de inteligencia criminal estratégica, el establecimiento de  criterios de actuación y coordinación operativa entre organismos concurrentes junto al diseño de estrategias globales de lucha contra estos fenómenos.

## Funciones
Al CITCO corresponde la recepción, integración y análisis de la información estratégica disponible en la lucha contra todo tipo de delincuencia organizada, terrorismo y radicalismo violento, el diseño de estrategias específicas contra estas amenazas, así como, en su caso, el establecimiento de criterios de actuación y coordinación operativa de los organismos actuantes en los supuestos de coincidencia o concurrencia en las investigaciones, y en particular:
- 1.º Recibir, integrar y analizar informaciones y análisis operativos relacionados con la delincuencia organizada o especialmente grave, el terrorismo y el Radicalismo violento que sean relevantes o necesarios para la elaboración de la inteligencia criminal estratégica y de prospectiva en relación con estos fenómenos, tanto en su proyección nacional como internacional, integrando y canalizando a las Fuerzas y Cuerpos de Seguridad del Estado toda la información operativa que reciba o capte.

- 2.º Dictar, determinar y establecer, en los supuestos de intervención conjunta o concurrente, los criterios de coordinación y de actuación de las unidades Operativas de las Fuerzas y Cuerpos de Seguridad del Estado, y la de éstos con otros organismos intervinientes, en función de sus competencias propias o de apoyo a la intervención.

- 3.º Elaborar informes anuales sobre la situación de la criminalidad organizada, el terrorismo y el radicalismo violento en España, así como una evaluación periódica de la amenaza en estos campos.

- 4.º Elaborar y difundir las informaciones estadísticas relacionadas con estas materias.

- 5.º Proponer las estrategias nacionales contra el crimen organizado, el terrorismo y el radicalismo violento y actualizarlas de forma permanente, coordinando y verificando su desarrollo y ejecución.

- 6.º Desarrollar las competencias específicas que las diferentes disposiciones y acuerdos, tanto nacionales como internacionales, encomiendan al Ministerio del Interior en materia de lucha antiterrorista y contra el crimen organizado.

## Directores del CITCO
- José Luis Olivera Serrano[3] (2014-2015). Interino.
- José Luis Olivera Serrano[4] (2015-2018)
- Francisco Montes López[5] (julio de 2018) Interino.
- Ángel Alonso Miranda (2018-2020)[6]
- Manuel Navarrete Paniagua (2020-diciembre de 2024)[7]
- Francisco Javier Marín Lizarraga (diciembre de 2024-presente)[8][9]